# Documenteur
Documenteur è un film del 1981 diretto da Agnès Varda.

## Trama
Il racconto delle giornate di una dattilografa francese (Sabine Mamou) separata con un figlio (Mathieu Demy) a Los Angeles nei quartieri di periferia alla ricerca di una casa e di serenità. Attorno a loro una umanità fatta anche di precarietà e povertà.